# Avril 1753
Cette page présente les faits marquants du mois d'avril 1753.

## Événements
- 3 avril, Royaume-Uni : première lecture du Jew bill à la Chambre des lords, puis à la chambre des communes le 17[1]. La loi britannique permet la naturalisation des Juifs. Le gouvernement s’efforce de normaliser le statut civique des Juifs (Jew bill), ce qui entraîne une agitation antisémite, mais sans violence. La tentative échoue et le bill est annulé par le Parlement en janvier 1754.
- 5 avril : Fondation du British Museum à Londres en Grande-Bretagne.